# Domus di Giove e Ganimede
La domus di Giove e Ganimede (I, IV, 2) è una domus risalente all'inizio del II secolo d.C., che si trova all'angolo tra via dei Dipinti e via di Diana nella regione I della città romana di Ostia.

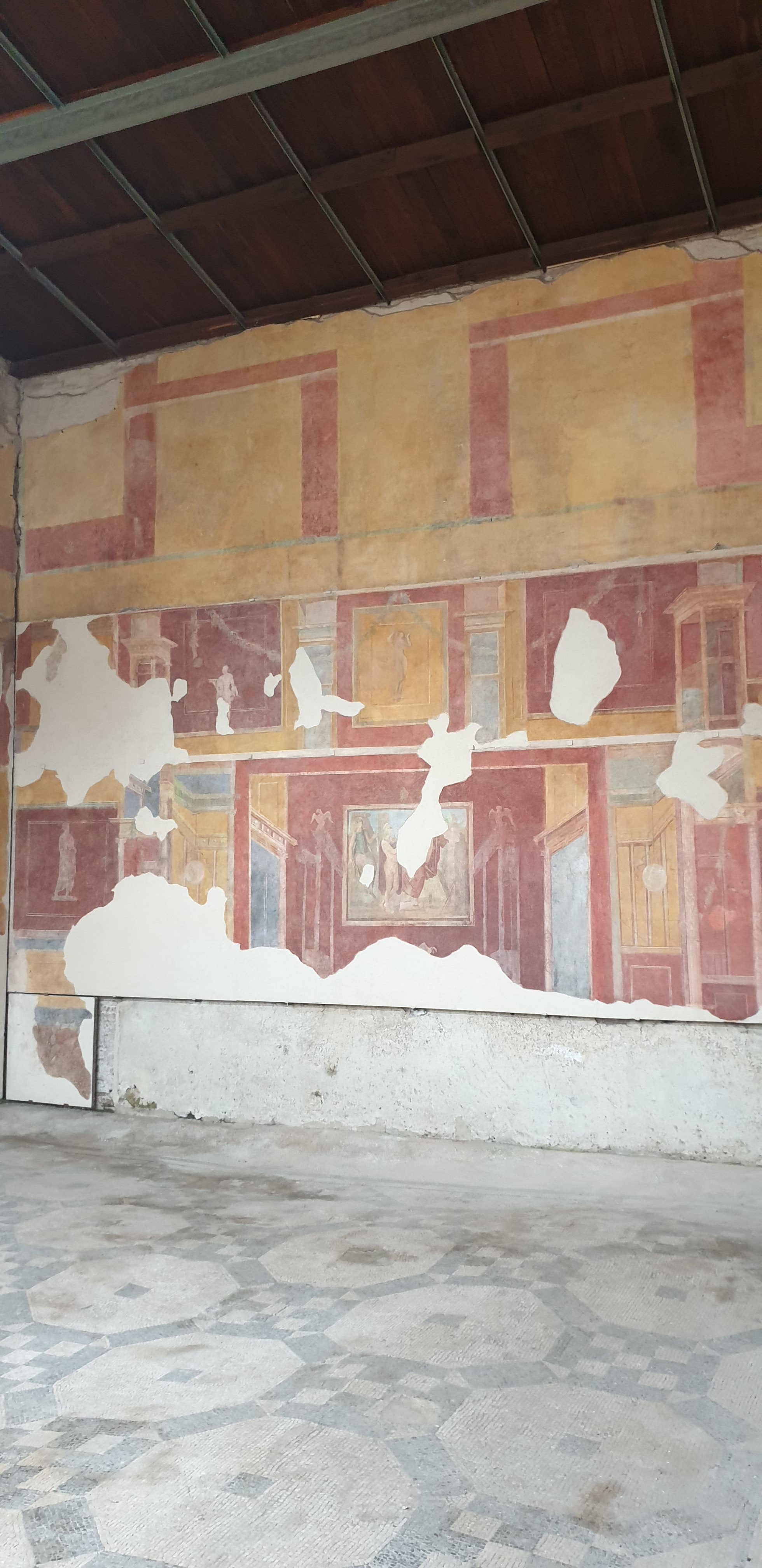
Affresco, con nel pannello centrale la scenda di Giove e Ganimede

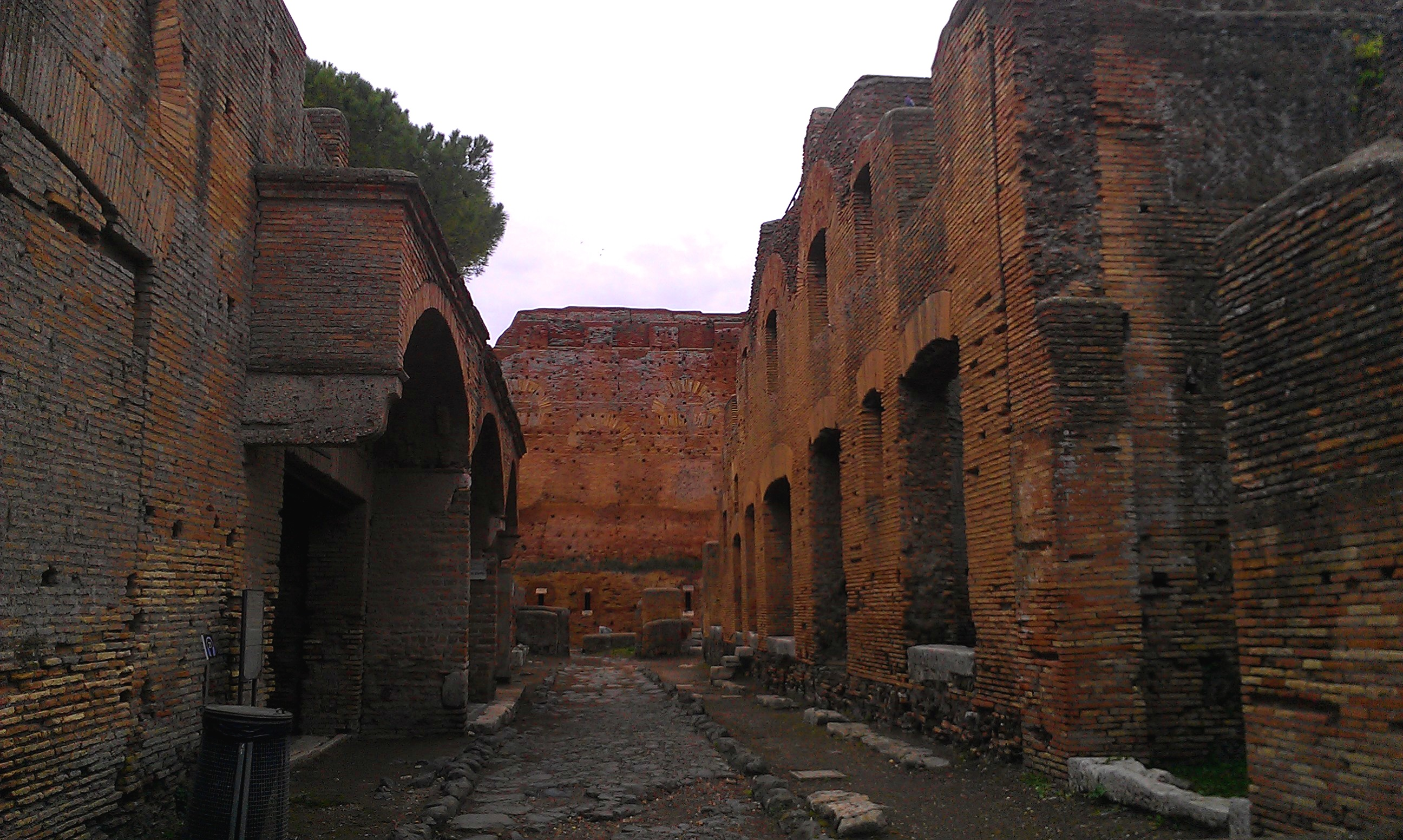
Vista da via di Diana verso ovest, con la domus di Giove e Ganimede a destra, e il Caseggiato del Termopolio a sinistra

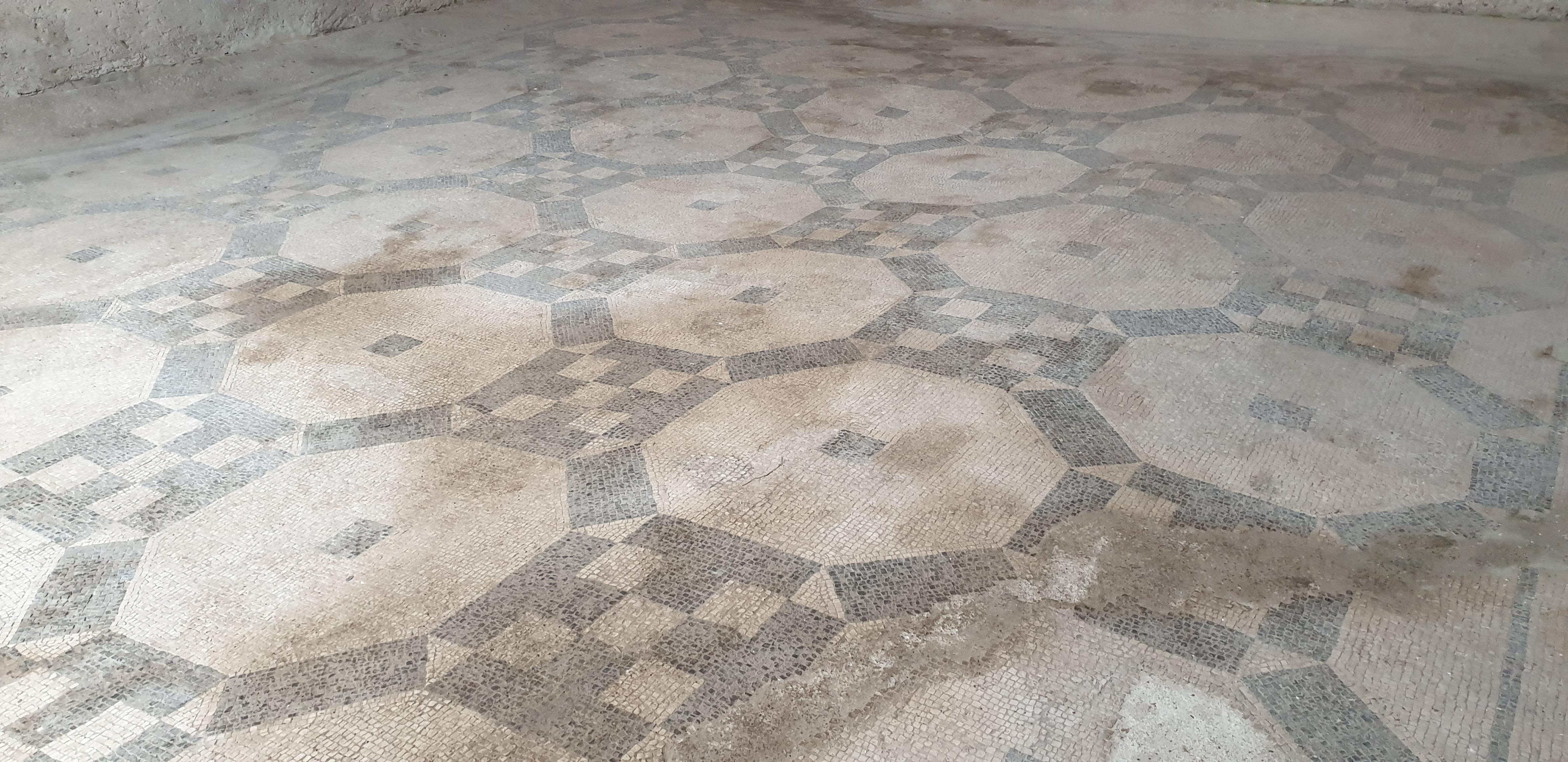
Mosaico a tessere bianche e nere geometrico

## Descrizione
L'edificio si trova all'angolo tra via di Diana (sud) e via dei Dipinti (ovest), con alle spalle una lunga fila di taberne (I,IV,1) che affaccia su via dei Balconi, e un giardino condiviso la Domus di Bacco fanciullo (I,IV,3) sul lato a nord.
La domus prende il nome dalla scena centrale dell'affresco dove sono rappresentati Zeus e Ganimede, principe dei troiani, di cui si invaghi il padre degli dei dell'Olimpo. L'edificio nacque come domus, con almeno un piano superiore; altri interventi sono stati datati al III secolo, quando probabilmente l'edificio fu utilizzato come albergo. Considerata la posizione, siamo vicino al foro, originariamente la domus deve essere appartenuta ad un personaggio ostiense di rango elevato.
Originariamente la casa era dotata di due ingressi, il principale su via dei Dipinti, e il secondario, su via di Diana, che davano su di un corriodio ad L, grazie al quale si accedeva agli altri ambienti della casa, comprese le scale interne, dalle quali si saliva al piano superiore. Alla fine del II secolo risalgono gli interventi, volti a separare le stanze della domus da quelle utilizzate come taberne, aperte sulle strade circostanti. La domus era dotata di un piccolo cortile interno, che dava luce anche ai piani superiori, dal quale si accedeva al giardino condiviso con la Domus di Bacco fanciullo.
Alla stanza alla sinistra dell'ingresso principale, appartiene il mosaico con motivi geometrici, risalente al periodo di edificazione della domus; successivamente la stanza, e quella retrostante, furono separate dalle altre stanze della domus, per costituire un piccolo appartamento indipendente. 
La casa è nota soprattutto per i tanti e complessi affreschi con cui fu decorata, molti dei quali con gli usuali motivi geometrici su sfondo giallo e rosso, anche se non mancano affreshi con temi raffigurativi mitologici, come la Nascita di Venere, Leda e il cigno, Giove e Ganimede, che sono il motivo centrale delle grandi pitture, con cui è stata abbelita la stanza accanto al cortile interno, che quindi doveva essere ben illuminata, le cui pareti si sviluppavano per circa 6 metri in altezza, arrivando cioè, anche al primo piano dell'edificio.